# Nath (Titan)
Pour les articles homonymes, voir Nath (homonymie).
Nath est une formation en anneau à la surface du satellite Titan de la planète Saturne.

## Caractéristiques
Nath est centrée sur 30,5° de latitude sud et 7,7° de longitude ouest, et mesure 95 km dans sa plus grande dimension.

## Observation
Nath a été découverte par les images transmises par la sonde Cassini.
Elle a reçu le nom de Nath, déesse de la sagesse de la mythologie irlandaise.